# Малиновка (Каменский муниципальный округ)
Малиновка (до 1962 года — Кунщикова) — деревня в Каменском районе Свердловской области России. Входит в Каменский муниципальный округ.
Ранее входила в состав Клевакинского сельсовета Каменского района.

## География
Деревня Малиновка расположена в 29 километрах (по автодорогам в 35 километрах) к северо-западу от города Каменска-Уральского, на правом берегу реки Белой (правого притока реки Каменки, речной бассейн Исети).

## История
Деревня Костоусова располагалось на правом берегу реки Белой, на возвышенности. Название Костоусова произошло от имени первопоселенца. Деревня полностью исчезла в 1956 году.
В 1916 году деревни Куньщикова и Костоусова относилась к Клевакинской волости, а в 1928 году входили в Белоносовский сельсовет Покровского района Шадринского округа Уральской области. В 1928 году в деревне Куньщиковой работал кооператив. 14 мая 1962 года деревни Кунщикова и Костоусова объединены в деревню Кунщикова. А 25 июня 1962 года деревня Кунщикова переименована в Малиновку.

## Население
| 2002 | 2010 |
| ---- | ---- |
| 0    | ↗1   |

Структура
- По данным переписи населения 1926 года, в деревне Костоусовой было 26 дворов с населением 139 человек (мужчин — 62, женщин — 77), все русские[5].
- В деревне Куньщиковой было 79 дворов с населением 385 человек (мужчин — 181, женщин — 204), все русские[5].